# Hollywood Pictures
Hollywood Pictures Company – marka używana przez wytwórnie filmowe należące do The Walt Disney Company, obecnie przez Walt Disney Motion Pictures Group.

## Historia
Wytwórnia została założona 30 marca 1984 i została aktywowana 1 lutego 1989, zaś pierwszym sygnowanym nią filmem była Arachnofobia. W założeniu miała ona pełnić w portfolio koncernu rolę podobną do tej wypełnianej przez Touchstone Pictures – być wykorzystywana do filmów, do których ze względu na ich kontrowersyjny charakter (sceny przemocy lub erotyczne) nie pasowała kojarzona z kinem dzięciecym i familijnym marka Disney. Największym sukcesem finansowym spośród filmów Hollywood Pictures okazał się Szósty zmysł, który w samej dystrybucji kinowej w Ameryce Północnej przyniósł 200 mln dolarów przychodu. W 2001 zaprzestano używania marki (ostatnią premierą byli Goście w Ameryce), jednak w 2006 przywrócono ją do życia. Od tego czasu są nią oznaczane produkowane przez Disneya filmy niskobudżetowe, kwalifikujące się raczej do klasy B.